# Жировка (Казань)

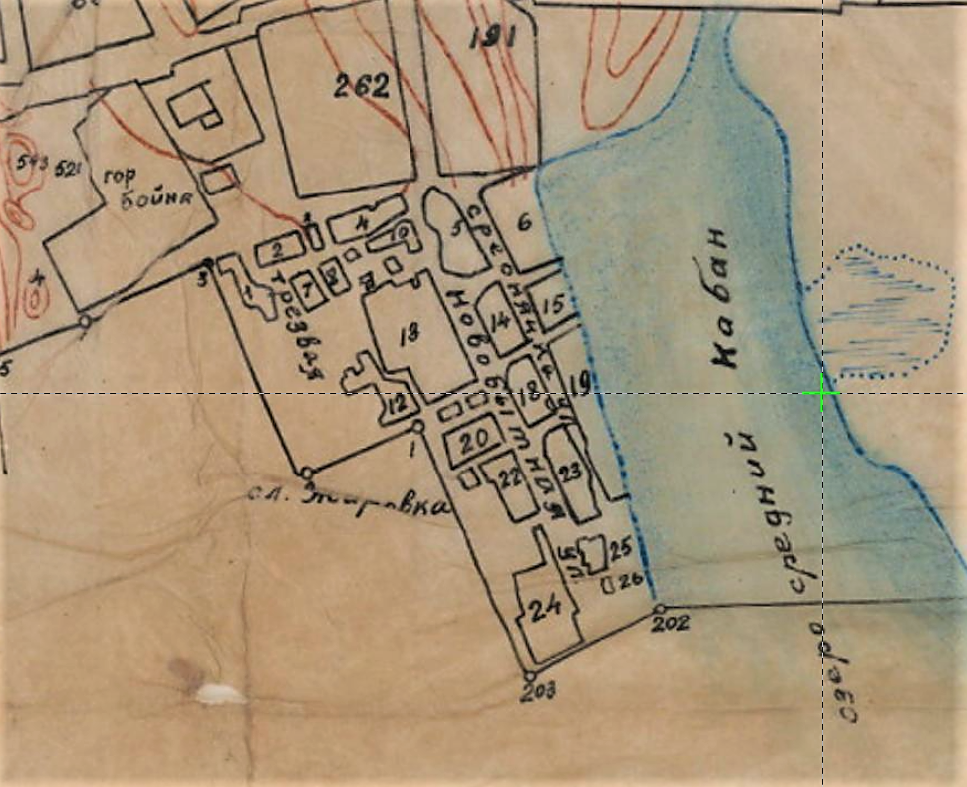
Посёлок Жировка на карте Казани, 1930 год

Жи́ровка (тат. Жировка или Жыйруфкы) — бывшая деревня, затем посёлок в составе Казани, окончательно исчезнувший в 1950-е годы. 

## Территориальное расположение
Жировка находилась на территории нынешнего Приволжского района Казани, к западу от озера Средний Кабан, в основном на месте нынешней Казанской ТЭЦ-1. Южная (меньшая) часть посёлка располагалась с юго-востока от территории данной теплоэлектроцентрали, на небольшом участке послевоенной советской застройки (здесь сейчас находятся несколько двух- и пятиэтажных многоквартирных домов, а также ряд зданий офисного назначения с адресацией по улице Технической). 

## Название
Есть версия, согласно которой название Жировка якобы указывает на «род занятий местных жителей, ремесленников, обезжиривавших шкуры скота, а также скорняков». Такое объяснение, однако, представляется сомнительным, так как Жировка известна под своим названием со второй половины XIX века, когда ещё была деревней, а её жители занимались сельским хозяйством.  

## Население
| 1897 |
| ---- |
| 329  |

## История

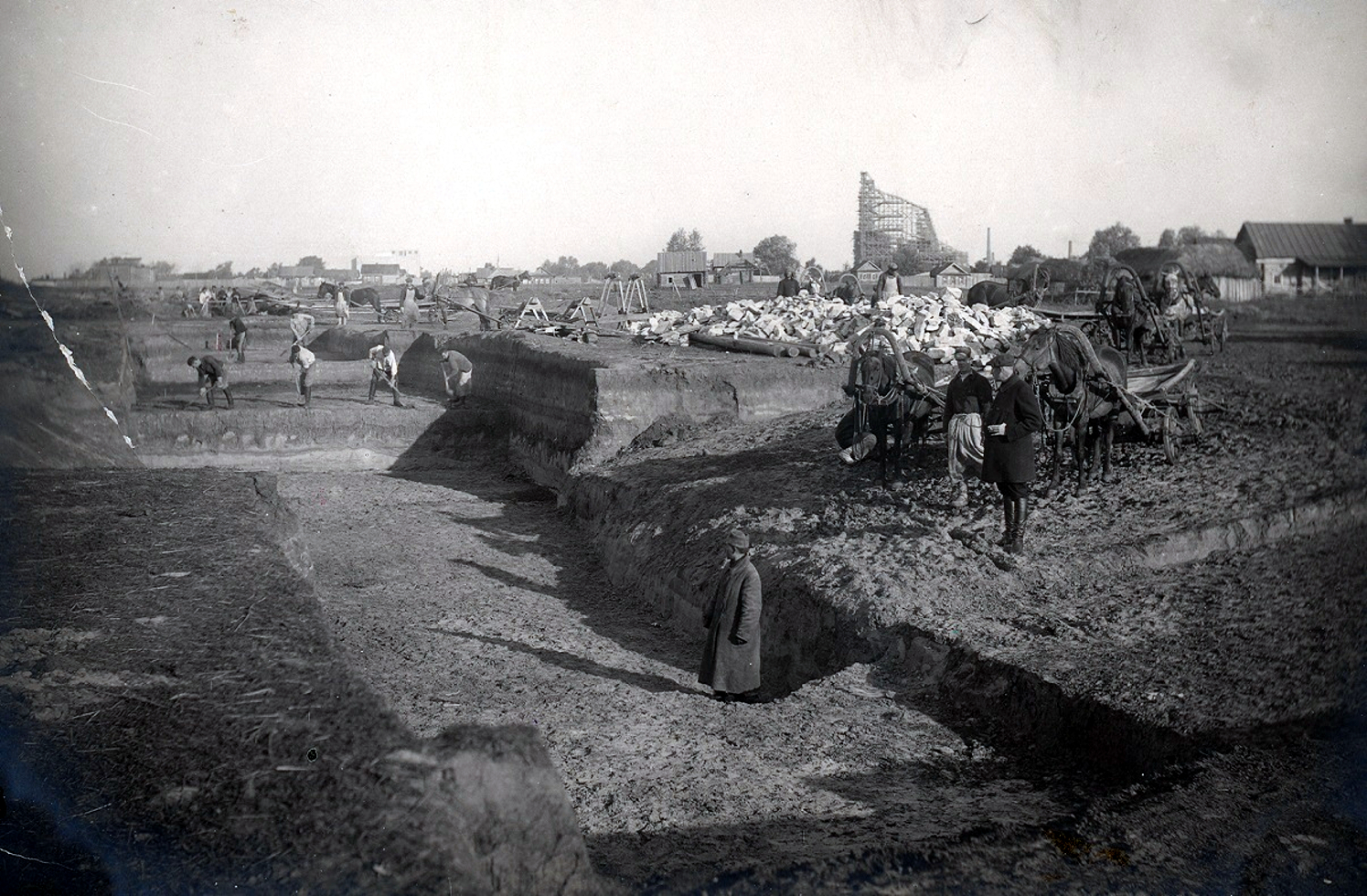
Земляные работы на месте строительства Казанской ГРЭС (ныне — ТЭЦ-1), справа и на заднем плане — одноэтажные жилые дома посёлка Жировка, 1931 год

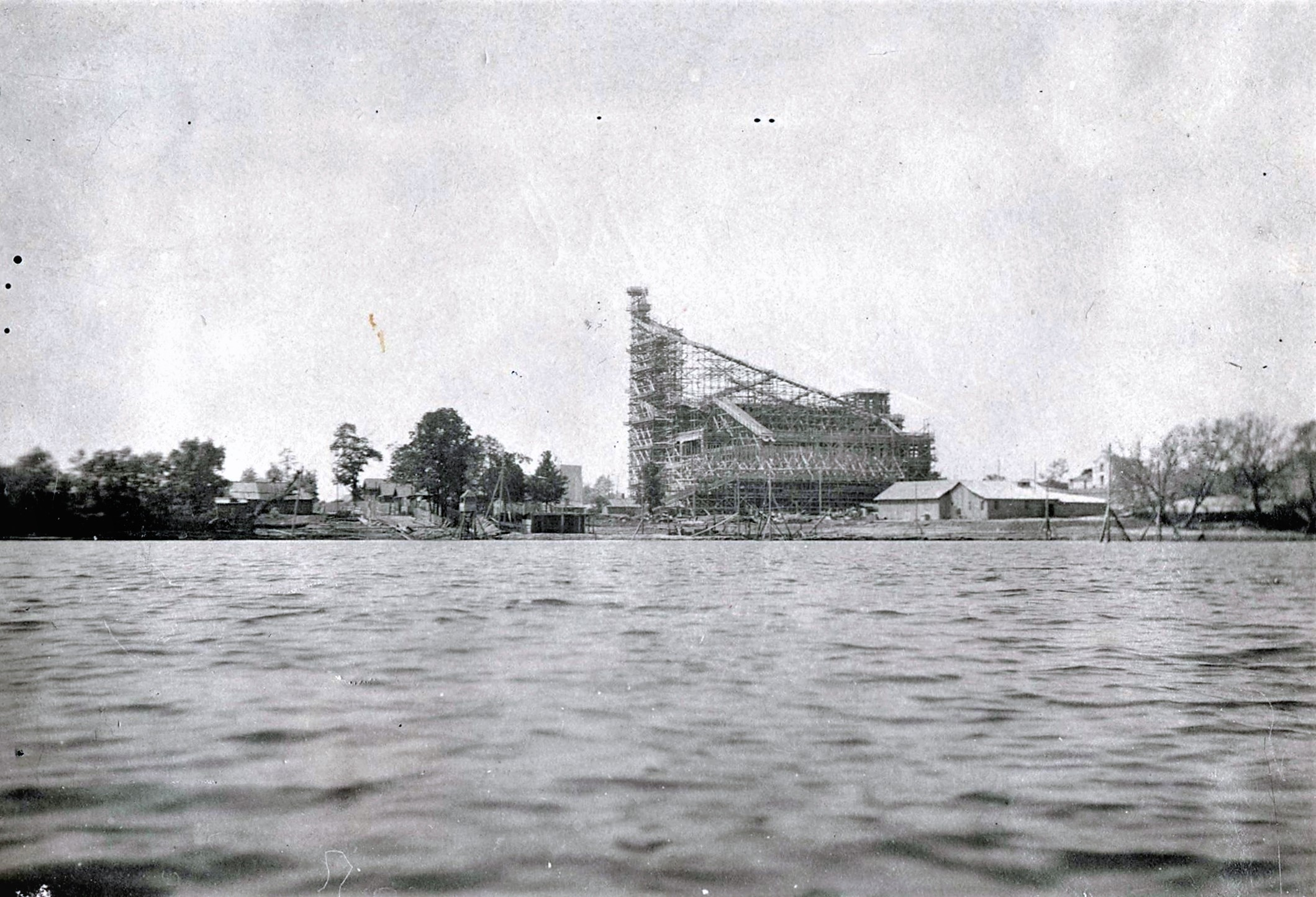
Строительство Казанской ГРЭС (ныне — ТЭЦ-1), слева — одноэтажные жилые дома посёлка Жировка: вид со стороны озера Средний Кабан, 1931 год

Несмотря на то, что достоверных сведений о времени появления Жировки не сохранилось, анализ картографических материалов позволяет предполагать наиболее вероятным периодом 1870-е годы. Во второй половине XIX века Жировка находилась в непосредственной близости от южной границы Казани, примыкая к городской слободе Поповка. По этой причине её появление отразилось на картах города. Так, если на плане Казани А. А. Ильина (1871) на месте Жировки ещё обозначена пустошь, то уже на карте города из «Атласа части реки Волги» (1877) в этом месте значится безымянная цепь строений, вытянутая вдоль дороги. Эти же безымянные объекты обозначены и на более поздних планах Казани, подготовленных техником И. В. Кваниным (1879 и 1886).
В справочных изданиях Жировка впервые упомянута И. А. Износковым (1885) как «примыкающая к слободке „Старая Поповка“» часть села Воскресенское. Правда, других сведений о деревне он не приводит.
В начале XX века Жировка увеличилась в размерах, подойдя своей застройкой вплотную к городской скотобойне, построенной к западу от слободы Поповка в начале 1890-х годов. Ранее на месте скотобойни располагался кирпичный завод.  
6 августа 1918 года в районе Жировки и Татарского кладбища проходил бой между чехословацкими легионерами под командованием полковника Йозефа Йиржи Швеца, с одной стороны, и красноармейскими татаро-мусульманскими частями, а также рабочими отрядами завода братьев Крестовниковых и завода Алафузовых — с другой. Это был один из боёв в рамках операции Народной армии Комуча и Чехословацкого корпуса по взятию Казани, которую обороняли большевики. Одним из участников этого боя был известный татарский большевик Мулланур Вахитов.
До 1920 года Жировка входила в состав Воскресенского сельского общества Воскресенской волости Казанского уезда Казанской губернии. С образованием в 1920 году Татарской АССР принадлежность Жировки к указанным сельскому обществу и волости осталась неизменной, но теперь уже в составе Арского кантона. 
По прошествии четырёх лет Жировка, наряду с другими пригородными селениями, была включена в состав Казани на основании постановления Центрального Исполнительного Комитета и Совета Народных Комиссаров Татарской АССР от 9 ноября 1924 года. При этом часть жителей Жировки, продолжавшая заниматься сельским хозяйством, была объединена в самостоятельное сельское общество, за которым сохранилось право пользования прежними земельными наделами, остававшимися под управлением Воскресенского волостного исполкома Арского кантона. Став городским посёлком, Жировка вошла в состав Забулачно-Плетенёвского района, который в 1926 году был преобразован в Нижегородский, в 1931 году — в Сталинский, а в 1956 году — в Приволжский район.
По состоянию на 1929 год в посёлке Жировка было восемь улиц — Весёлая (бывшая Третья), Граничная, Липовая, Майская (бывшая Четвёртая), Новобытная (бывшая Вторая), Пригородная, Середняцкая (бывшая Первая, или Жировка) и Трезвая. Очевидно, что все эти названия появились в 1920-е годы.    
В 1930-е годы южная часть Сталинского района стала местом активного индустриального строительства. На территории посёлка Жировка 5 мая 1930 года началось строительство Казанской ГРЭС (ныне — Казанская ТЭЦ-1) — одной из ударных строек первой пятилетки (1928—1932). 17 января 1933 года была введена в эксплуатацию её первая очередь. Дальнейшее освоение территории Жировки происходило позже в процессе расширения мощности данной теплоэлектроцентрали.
К началу 1940-х годов бо́льшая часть Жировки исчезла, но её южная оконечность, прилегающая к озеру Средний Кабан с участком улицы Новобытной, устояла под напором индустриализации (эта часть посёлка хорошо видна на немецкой аэрофотосъёмке 1942 года). В 1950-е годы при прокладке улицы Технической Жировка вновь пострадала — от неё остался небольшой участок, прилегающий с юго-восточной стороны к территории Казанской ТЭЦ-1. Правда, все поселковые строения довоенной постройки к тому времени были снесены. На их месте в 1950-е — 1980-е годы возвели несколько двух- и пятиэтажных многоквартирных домов, а также офисных зданий. Но эти строения к исторической Жировке уже не имеют отношения. 
Есть сведения, согласно которым в 1980-е годы в районе Казанской ТЭЦ-1 обитала организованная преступная группа (ОПГ) под названием «Жировка». Однако в списке казанских криминальных группировок 1980-х годов, составленном Робертом Гараевым, такой ОПГ не значится.

### Комментарии
1. ↑  Постановлением Казанского горсовета № 755 от 1 октября 1953 года улицы Граничная, Середняцкая и Трезвая были переименованы, соответственно, в Строевую, Тепличную и Лебедева.